# Portilla de Luna
Portilla de Luna es una localidad del municipio de Los Barrios de Luna, en la provincia de León, Comunidad Autónoma de Castilla y León (España).

## Situación
Se accede por la carretera CV-129-3.
Limita con Vega de Caballeros y Mora de Luna al SO, con Los Barrios de Luna y Sagüera de Luna al NO, con Aralla de Luna al N, y con Piedrasecha al E.

## Evolución demográfica
| 2000 | 2001 | 2002 | 2003 | 2004 | 2005 | 2006 | 2007 | 2008 | 2009 | 2010 | 2011 |
| 32   | 27   | 34   | 32   | 32   | 29   | 25   | 38   | 33   | 35   | 37   | 35   |

- Datos: Q6083168